# Pic de Hubbert

Courbe de Hubbert, appliquée pour les pics pétrolier et gazier.

Le pic de Hubbert ou courbe de Hubbert, est une courbe en cloche proposée dans les années 1940 par le géophysicien Marion King Hubbert, qui modélise la production d'une matière première donnée, en particulier celle du pétrole. Cette courbe devint célèbre quand Hubbert en fit la présentation officielle à l'American Petroleum Institute en 1956, avec les deux points importants suivants :
- cette courbe en cloche passe par un maximum, indiquant que la production décline forcément par la suite ;
- elle est relativement symétrique par rapport à ce maximum.

Il importe de savoir que cette courbe, bien qu'en cloche, ne se superpose pas avec celle de Gauss.
L'extrapolation de la première partie de la courbe devait permettre de la tracer en totalité, et par intégration, d'en déduire les réserves de pétrole d'une région donnée, ainsi que le maximum de production.
Hubbert en déduisit que la production de pétrole américaine (dans quarante-huit États) passerait par un maximum en 1970. Sa présentation fut peu prise en considération par ses pairs, et oubliée jusqu'en 1971, année où la production américaine atteignit son maximum puis déclina, conformément à ses prédictions.
Ses travaux furent exhumés, et l'on tenta d'appliquer ses conclusions à des champs, des zones géographiques et même à la production mondiale. Mais en 1973 et 1979, survinrent les deux chocs pétroliers qui donnèrent à la courbe de production mondiale une forme radicalement différente de la courbe de Hubbert, pour laquelle on perdit à nouveau de l'intérêt.
Beaucoup plus tard, avec la disponibilité des moyens de calcul informatique, certains auteurs attribuèrent à la courbe de Hubbert une formule mathématique, plus pratique pour calculer l'intégrale de la courbe et faire des prévisions (voir le calcul ci-dessous). Cette formule, ajoutée à la grande disponibilité de chiffres décrivant les productions pétrolières du monde, donna à de nombreux auteurs la possibilité de faire des investigations et des prédictions sur la production mondiale de pétrole. La courbe ci-contre montre la modélisation de la production P(t), courbe en cloche, et du volume extrait cumulé Q(t), courbe en S.

## Modélisation de la production
La courbe de production a été modélisée par la formule suivante (dite fonction logistique) :
{\displaystyle P(t)={\frac {1}{r}}{\mathrm {e} ^{-t \over \tau } \over \left(1+\mathrm {e} ^{-t \over \tau }\right)^{2}}={\frac {1}{r}}{1 \over 2+2\cosh {t \over \tau }}\quad (1)}
Cette formule ci-dessus est une simplification d'une formule plus générale :
{\displaystyle {P(t)}={a(n-m) \over \tau }\ {\mathrm {e} ^{-t \over \tau } \over \left(1+n\mathrm {e} ^{-t \over \tau }\right)^{2}}}
qui dérive elle-même de :
{\displaystyle {\int _{0}^{x}P(t)\,\mathrm {d} t}={a}\ {1+m\ \mathrm {e} ^{-t \over \tau } \over 1+n\ \mathrm {e} ^{-t \over \tau }}}
Si maintenant on utilise les conventions suivantes :
{\displaystyle P_{v}(t)}, la production au temps t en volume par temps
{\displaystyle Q(t)}, la part produite au temps t, adimensionnel
{\displaystyle Q_{v}(t)}, le volume produit au temps t en volume
{\displaystyle U}, le volume total initial en volume
Il vient :
{\displaystyle {\frac {\mathrm {d} Q}{\mathrm {d} t}}={\frac {1}{U}}\ {\frac {\mathrm {d} Q_{v}}{\mathrm {d} t}}}
L'équation (1) vérifie l'équation de Verhulst :
{\displaystyle {\frac {\mathrm {d} Q_{v}}{\mathrm {d} t}}=rQ_{v}\left(1-{\frac {Q_{v}}{U}}\right)\qquad \!}
Ce type d'équation a été considérablement utilisé en dehors du domaine du pétrole, particulièrement dans le cadre de la modélisation de la croissance des populations (équations de Lotka-Volterra) ; sous une autre forme (la suite logistique), elle s'inclut dans la théorie du chaos.
Si maintenant on fait l'approximation suivante :
{\displaystyle {\frac {\mathrm {d} Q_{v}}{\mathrm {d} t}}\approx {\frac {\Delta Q_{v}}{\Delta t}}}
alors la production annuelle {\displaystyle P_{A}(t)\approx rQ_{v}\left(1-{\frac {Q_{v}}{U}}\right)} c'est-à-dire qu'elle est définie par une parabole d'intersection zéro et U. C'est cet ensemble de calculs qui a été mis à profit pour déterminer graphiquement U, soit la quantité de réserves pétrolières initiales.
Il ne semble pas qu'on trouve, dans les travaux des différents auteurs, une justification de l'utilisation de cette courbe ; les supporteurs de cette méthode soulignent simplement qu'elle s'applique très bien aux États-Unis ; certains auteurs ont fait des tests systématiques sur de nombreux pays et trouvent des résultats variables ; enfin la méthode appliquée à l'ensemble de la planète fournit des résultats très approximatifs. La forme de la courbe, ainsi que ses implications, font qu'on l'appelle également « pic de Hubbert ».

## Concrètement

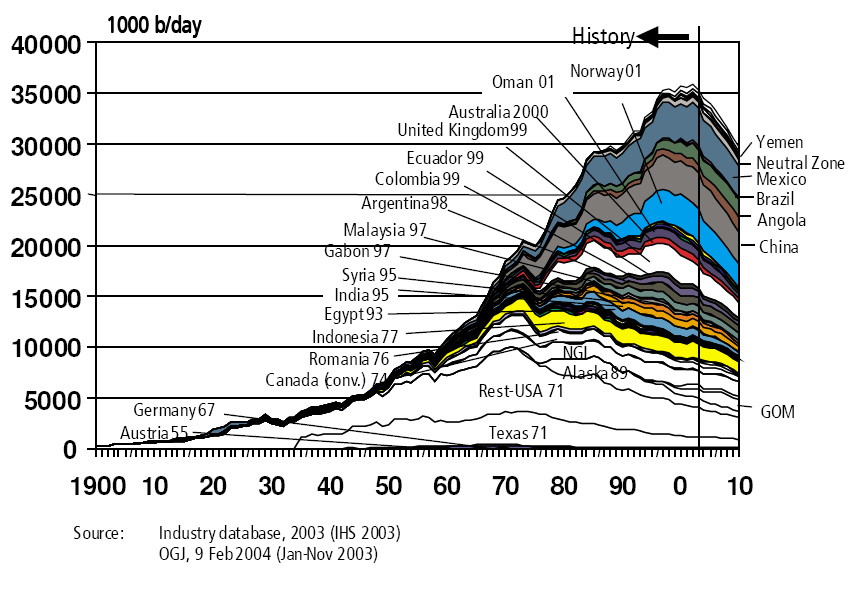
La courbe de production mondiale des pays hormis l’OPEP et la CEI a culminé en 2001

- La production annuelle part de zéro.
- La production atteint un sommet qui ne sera jamais dépassé.
- Une fois le pic passé, la production décline jusqu'à ce que la ressource soit complètement épuisée.

En pratique, le sommet est atteint lorsque la moitié environ de la ressource a été exploitée. La diminution inéluctable une fois ce cap franchi s'explique par la nature des gisements, même s'il reste des quantités importantes à exploiter :
- les filons peuvent être aussi riches, mais ils sont plus profonds (les filons superficiels étant exploités en premier), donc plus difficiles à exploiter ;
- les gisements sont moins riches, ou de plus petite taille, ou le métal est plus difficile à extraire du minerai.

Dans le cas du pétrole, cette courbe porte le nom de pic pétrolier (voir graphe ci-contre), sujet controversé.

### Parallèles

#### Autres études
Bien avant Hubbert, l'économiste britannique William Stanley Jevons (1835-1882) s'était penché sur la raréfaction du charbon anglais (épuisement des veines les plus accessibles) et sur ses possibles conséquences économiques à terme, dans un ouvrage intitulé Sur la question du charbon. Il y décrivait aussi ce que l'on a appelé plus tard le « paradoxe de Jevons » qui veut que le progrès des rendements (il s'était penché sur les exemples des locomotives ou des hauts fourneaux, qui, au fil des améliorations techniques, pouvaient fournir autant en consommant moins de charbon) ne ralentit pas l'épuisement de la ressource, mais au contraire en encourage la consommation (il y aura plus de hauts fourneaux ou de locomotives).
Plusieurs personnes s'étant penchées sur l'épuisement des ressources naturelles, par exemple le géologue français Jean Laherrère, ont répertorié les exemples de ressources dont la production a décliné et peut se modéliser par une courbe de Hubbert, ou parfois la somme de plusieurs (par exemple, certains pays ont produit du pétrole onshore, puis offshore, donnant deux courbes de Hubbert décalées).
Bien sûr, ce sont les ressources non renouvelables (énergies fossiles, minerais métalliques, par exemple), qui fournissent le plus d'exemples. Ainsi, pour les États-Unis, si la production de charbon dans son ensemble est encore à de longues décennies du pic, la production d'anthracite (le charbon de plus haute qualité, qui ne représente qu'une toute petite partie des réserves et a été exploité en priorité) donne une courbe de Hubbert assez précise, avec un pic de production remontant à 1920[réf. nécessaire].

### Courbe de Hubbert pour les ressources renouvelables
La même courbe s'applique très souvent à des ressources naturelles qui en théorie sont renouvelables. Par exemple, la production de morues en mer du Nord, de bois exotique dans des pays comme l'Indonésie ou le Brésil, ou les captures de baleines dans l'Atlantique nord avant l'interdiction de leur chasse. Ces ressources étaient renouvelables, mais leur exploitation a largement dépassé leur capacité de renouvellement et elles ont été épuisées de façon irréversible, comme s'il s'agissait de réserves fossiles.
À terme, la production agricole elle-même, a priori emblème de la « renouvelabilité », pourrait décrire un cycle de Hubbert. Depuis sa « révolution verte », l'agriculture n'est plus « durable » : la production a augmenté de façon vertigineuse (permettant de multiplier la population mondiale par 2,5 de 1950 à 2005) grâce à la déforestation (qui en zone tropicale ne donne que des terres médiocres s'épuisant vite, d'où une fuite en avant jusqu'à la disparition totale de la forêt primaire), à l'irrigation (utilisant en partie des sources d'eaux souterraines peu ou pas renouvelables, qui dans certaines régions du monde s'épuisent rapidement, en contribuant in fine aussi à la salinisation et à la désertification)[réf. nécessaire] et enfin aux engrais et pesticides réalisés à partir de ressources fossiles (gaz et pétrole).
La révolution verte a donc produit une agriculture augmentant peut-être de façon non durable la capacité d'accueil de la planète, en détruisant l'environnement et des ressources lentement renouvelables tels que les sols agricoles. Il est donc possible qu'à terme la population mondiale suive elle aussi une courbe de Hubbert, avec un maximum, puis une diminution : voir le rapport Meadows à ce sujet.

### Sources
- (en) Nuclear energy and the fossil fuels M. King Hubbert, 1956
- (en) The Hubbert parabola, Roberto Canogar